# Abdullah Abdulqader
Abdullah Abdulqader (Arabic:عبد الله عبد القادر) (sinh ngày 2 tháng 7 năm 1989) là một cầu thủ bóng đá người Các Tiểu vương quốc Ả Rập Thống nhất. Hiện tại anh thi đấu cho Al Dhafra.